# Hakówka

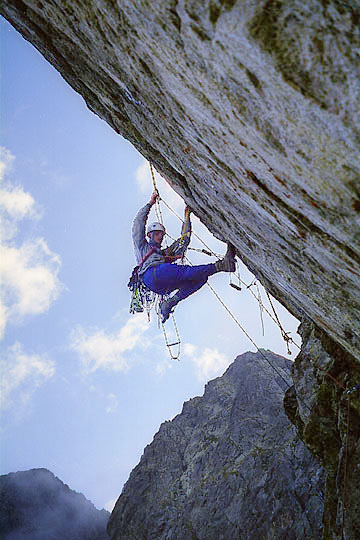
Wspinaczka techniką sztucznych ułatwień na Kościelec

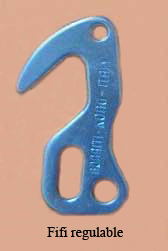
Fifi – haczyk służący do zawieszania ławeczek w przelotach

Wspinaczka techniką sztucznych ułatwień, zwana też hakówką lub wspinaczką hakową – rodzaj wspinaczki, w którym jako stopnie czy chwyty wykorzystywane są punkty asekuracyjne osadzane przez wspinacza.
W klasycznej technice hakowej, na osadzonym punkcie asekuracyjnym przejściowo wiesza się krótkie, kilkuszczebelkowe drabinki, zwane ławeczkami. Podchodzi się po nich jak najwyżej i osadza kolejny punkt asekuracyjny.
Użycie do tego celu samych tylko ławeczek jest nieefektywne, ponieważ nie pozwala na wygodne instalowanie i sięganie do kolejnych przelotów, umieszczanych w odpowiednio dużych odległościach od aktualnie obciążanego. Aby przyspieszyć wspinaczkę i umożliwić dalsze sięgnięcia stosuje się dodatkowe przyrządy umożliwiające podciąganie się jak najwyżej względem obciążanego przelotu. Używa się do tego celu lonży o regulowanej długości, wpinanej pomiędzy łącznik uprzęży a obciążany przelot. Może to być daisy, aczkolwiek wygodniejsze w użyciu są lonże o długości regulowanej płynnie – na przykład odcinek repsznura skracany przez jednokierunkowy bloczek, zwany giełgaczką lub kontrfifką (kontrfifi). Producenci sprzętu wspinaczkowego stosują do tego typu "skracaczy" własne nazwy handlowe – np. quickfix firmy Petzl. Również ławeczki, zamiast wieloszczebelkowych drabinek, mogą mieć postać pojedynczych strzemion z płynną regulacją długości (ang. adjustable aider).
Ze względu na rodzaj użytych punktów asekuracyjnych możemy w hakówce wyróżnić styl clean, polegający na wykorzystywaniu jedynie tymczasowych punktów asekuracyjnych, osadzanych bez użycia młotka i wiertarki. W stylu clean nie używa się zatem wbijanych haków, ani, tym bardziej, trwale osadzonych w skale spitów lub ringów. Używa się natomiast wszelkich innych przyrządów pozwalających na budowanie przelotów, a zatem kostek zwykłych i mechanicznych, takich jak friendy, camaloty, ball-nutsy. Istnieją również wyspecjalizowane elementy przydatne jedynie w hakówce, nienadające się natomiast (z uwagi na zbyt niską wytrzymałość) do budowania punktów asekuracyjnych obciążanych dynamicznie. Są to np. wieszane na krawądkach skalnych haki typu skyhook oraz rozklepywane w bardzo wąskich szczelinach koraliki z miękkiego metalu, nazywane copperheadami.
Szczytową popularność przejścia hakowe osiągnęły w latach 60. i 70. XX wieku.  Później gwałtowny rozwój wspinaczki klasycznej spowodował spadek popularności hakówki; obecnie ponownie daje się zaobserwować rosnące zainteresowanie takim sposobem wspinaczki.
Wiele trudnych dróg górskich i wielkościanowych było pierwotnie wytyczone za pomocą hakówki, co oznacza, że przynajmniej trudniejsze miejsca drogi były pokonywane hakowo. Klasyczne przejście takiej drogi (lub jej hakowego wyciągu) nazywane jest uklasycznieniem lub odhaczeniem.